# Isaiah Washington
Isaiah Washington IV (sinh ngày 3 tháng 8 năm 1963) là một diễn viên người Mỹ.